# Doug E. Doug
Doug E. Doug est un acteur, producteur, réalisateur et scénariste américain, né le 7 janvier 1970 à Brooklyn, New York.

## Filmographie

### Acteur

#### Cinéma
- 1990 : Mo' Better Blues de Spike Lee : Jimmy the Busboy
- 1991 : Hangin' with the Homeboys (en) de Joseph Vasquez : Willie Stevens
- 1991 : Jungle Fever de Spike Lee : Friend of Livin' Large
- 1992 : Class Act de Randall Miller : Popsicle
- 1992 : Dr. Rictus (Dr Giggles) de Manny Coto : Trotter
- 1993 : Rasta Rockett (Cool Runnings) de Jon Turteltaub : Sanka Coffie
- 1995 : Opération Dumbo Drop de  Simon Wincer : Sp4 Harvey (H.A.) Ashford
- 1996 : Cosby (série TV) : Griffin Vesey
- 1997 : Le Nouvel Espion aux pattes de velours (That Darn Cat) de Bob Spiers : Agent Zeke Kelso
- 1998 : NAACP ACT-SO Awards (TV) : Host
- 1998 : Rusty, chien détective de Shuki Levy  : Turbo the Turtle (voix)
- 2000 : Everything's Jake (en) de Matthew Miele : Taxi Drive
- 2000 : Citizen James : James
- 2002 : Arac Attack, les monstres à 8 pattes (Eight Legged Freaks) d'Ellory Elkayem : Harlan Griffith
- 2004 : Gang de requins (Shark Tale) d'Éric Bergeron : Bernie (voix)
- 2010 : Snowmen (en) de  Robert Kirbyson : Leonard Carvey
- 2011 : A Novel Romance : Barry Humfries
- 2011 : Sesame Street: Bye-Bye, Pacifier! Big Kid Stories with Elmo : Barber
- 2011 : Detachment : Mr. Norris
- 2011 : Chagrin :  Karl Brubaker
- 2014 : In the Future Love Will Also :  (Voice)
- 2015 : An Act of War (en) : Marlon
- 2015 : The Wannabe (en) : The Twin
- 2015 : 2nd Life :  Madou Dosama
- 2016 : Muddy Corman :| Karl Brubaker
- 2017 : Lil Girlgone : Terrence Clash
- 2022 : In the Weeds : Larry

#### Télévision
- 1993 : Where I Live (série TV) : Douglas St. Martin (age 17)
- 2004 : New York, unité spéciale : Rudy Lemcke (saison 5, épisode 21)
- 2010 : Justified : Israel Fandi (saison 1, épisode 1 et 10)
- 2012 : New York, unité spéciale : Wiggins (saison 14, épisode 4)

Justified saison 1 épisode 1 révérant

### Réalisateur
- 2000 : Citizen James (+scénariste et producteur)